# Severia
Severia (en ruso: Северщина, romanizado: Séverschina; en ucraniano: Сіверщина, romanizado: Síverschyna; en polaco: Siewierszczyzna) es una región histórica de la Ucrania septentrional actual y el sudoeste de Rusia, centrada alrededor de la ciudad de Nóvgorod-Síverski. La mayor parte se encuentra en la Rusia moderna (principalmente en los óblast de Briansk y Kursk), mientras que la parte central de la región está alrededor del óblast de Chernígiv en Ucrania.

## Geografía
Severia está regada por los ríos Desna, el Semá y el Sulá. Incluye las ciudades ucranianas de Pereyáslav, Chernígiv, Nóvgorod-Síverski, Putivl y Jlújiv, así como las ciudades rusas de Starodub, Trubchevsk, Sevsk, Rylsk, Briansk y Bélgorod.

## Historia

### Severios
La región recibió su nombre de los severios, una tribu de los eslavos orientales que habitaba el territorio a finales del primer milenio d. C. Sus principales asentamientos incluían las actuales ciudades de Nóvgorod-Síverski, Chernígov, Putyvl, Hlújiv, Liúbech, Kursk, Rylsk, Sevsk, Briansk y Bélgorod.
De acuerdo a la Crónica de Néstor, los severios, que pagaban tributo a los jázaros, juntamente con los polanos orientales, fueron conquistados por Oleg de Nóvgorod, que incorporó sus tierras a la nueva principalidad del Rus de Kiev. En los tiempos de Yaroslav I el Sabio (1019-54), los pueblos severios habían perdido la mayor parte de sus rasgos distintivos, y las áreas de Severia a lo largo del curso superior del río Desná eran controladas desde Chernígov.

### Principado de Nóvgorod-Síverski

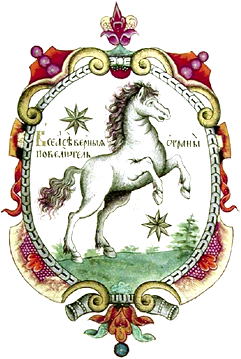
Escudo de Severia, 1672.

En 1096, Oleg I de Chernígov (también llamado Oleh) creó un gran principado severio, que llegaba a las zonas superiores del río Oká. Hasta el final del siglo, el principado servía como estado colchón contra los ataques cumanos. Su gobernante más celebrado fue el príncipe Ígor (1150-1202), cuyas andanzas son recogidas en la epopeya Cantar de las huestes de Ígor.
Tras la invasión mongola de Rusia, el principado quedó en ruinas, habiendo resistido repetidas invasiones tártaras. Desafortunadamente es poco lo que se conoce sobre Severia en los siglos XIII y XIV, pues apenas hay referencias a esta zona en las fuentes escritas. En el siglo XV, la región fue tomada por el Gran Ducado de Lituania, cuyos príncipes Gedimínidas (de lengua rutena y de religión ortodoxa) establecieron sus sedes en las ciudades de Nóvgorod-Síverski, Starodub y Trubchevsk. Después de la derrota lituana en la batalla de Vedrosha, el principado severio pasó a manos moscovitas. Permaneció como parte del Imperio ruso, salvo un breve periodo de tiempo entre 1618 y 1648 en el cual fue incorporado a la Mancomunidad de Polonia-Lituania tras la Paz de Deúlino de 1618.
En el siglo XVIII, los hetmans de los cosacos ucranianos establecieron su residencia en las localidades de Baturin, Hlújiv y Pochep. Hlújiv, en particular, se desarrolló como una verdadera capital de la Ucrania del siglo XVIII.

### SigloXX
En medio de la Guerra civil rusa, los uyezd de Mglin y Novozíbkov pidieron unirse al recién creado estado ucraniano. Severia fue una unidad administrativa de la República Popular de Ucrania, con centro en Starodub, fundada el 6 de marzo de 1918 y cancelada el 29 de abril de 1918.Después del triunfo de la Revolución bolchevique de 1917, las tierras de Severia, pobladas por una mezcla de población rusa y ucraniana, fueron divididas entre las repúblicas socialistas soviéticas de Ucrania y de Rusia, marcando la separación final de las tierras severias. Sin embargo, durante unos años hubo una serie de raiones nacionales ucranianos en territorio de la RSS de Rusia (Gráivoron, Glúshkovo, Borisovka) y raiones nacionales rusos en la RSS de Ucrania (Putivl, Velika Pisarivka).

## Demografía
El óblast de Chernígov pertenece a las regiones con el mayor porcentaje de ucranianos. Según el censo de 1897, los ucranianos en la gobernación de Chernígiv (sin cuatro distritos del norte) representaban el 91,8%, los rusos el 3,2%, los judíos el 4,5%. Las tierras de la región norte de Chernígov pueden considerarse una tierra mixta de ucranianos, bielorrusos y rusos. Según el censo de 1926, la composición nacional del óblast de Chernígiv del Norte era la siguiente: 709,3 mil rusos (80,6%), 122,9 mil ucranianos (14,0%), 32,5 mil judíos (3,7%) y 14,8 mil bielorrusos (1,6 %). Según el censo soviético de 1959, en el óblast de Briansk vivían 18.300 ucranianos (21.000 en el censo de 1970). Como resultado del declive demográfico general y especialmente del accidente de Chernóbil, la población de la región de Chernígiv ha disminuido significativamente.
Según el censo revisado de 1899, los mapas etnográficos de Oleksandr Rittij y O. Rusov, la población del óblast de Chernígov del Norte estaba formada por ucranianos (aprox. 70%) con una mezcla de rusos; pero, según el censo ruso de 1897, el idioma principal era el ruso; Los lingüistas consideraban que el idioma de la población era el dialecto bielorruso. A principios de 1917, el Estado ucraniano no afirmó que la región de Chernihiv del Norte perteneciera a Ucrania, pero basándose en la declaración de las asambleas zemstvos de los distritos de Novozybkiv y Mghlyna (finales de 1917) sobre el deseo de unirse a Ucrania, los ucranianos La Rada Central amplió el territorio de la República Popular de Ucrania hasta el Óblast de Chernihiv del Norte.

## Economía
En la década de 1920, la región de Chernígov era una región agrícola atrasada con poca industria. Aproximadamente el 80% de la población vivía de la agricultura y la agricultura en Severia se encontraba en el nivel más bajo de Ucrania.Los principales cultivos de cereales son: centeno, avena, trigo sarraceno, seguidos del trigo y la cebada. Actualmente, el lino y el tabaco también son comunes aquí, así como la remolacha azucarera en la estepa forestal. 

## Cultura
Desde los siglos XVI y XVII se fue formando el estilo pictórico de íconos específico severiano, que estuvo muy influenciado por los ejemplares bizantinos conservadores que dominaron en el Principado de Moscú. Los iconos severianos se caracterizan por la moderación interna, la severidad y el ascetismo. Estas características sobrevivieron durante la época barroca: el volumen y las emociones estaban casi ausentes. La colección de iconos severianos se conserva en el Museo de iconos caseros ucranianos del castillo de Rádomisl.